# جيف تشانغ
جيف تشانغ (بالإنجليزية: Jeff Chang)‏ هو ناقد موسيقي وصحفي أمريكي، ولد في 1950 في هونولولو في الولايات المتحدة.

## وصلات خارجية
- الموقع الرسمي
- جيف تشانغ على موقع IMDb (الإنجليزية)